# ウィリアム・テル序曲
『ウィリアム・テル』序曲（仏: Ouverture de Guillaume Tell, 伊: Guglielmo Tell Introduzione, 英: William Tell Overture）は、1829年にジョアキーノ・ロッシーニが作曲したオペラ『ギヨーム・テル（ウィリアム・テル）』のための序曲。日本でも広く知られるクラシック音楽作品の1つであり、中でも第4部の「スイス軍隊の行進」が特に有名である。

## 概要

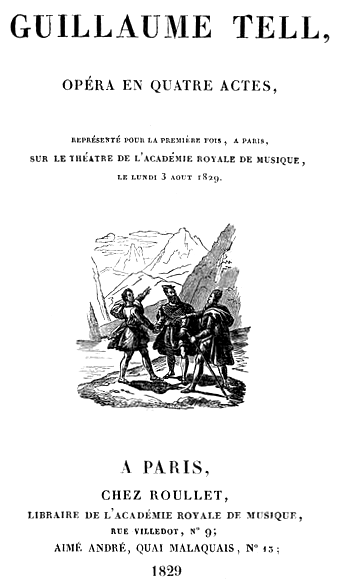
オペラ「ウィリアム・テル」の楽譜

フリードリヒ・フォン・シラーが1804年に書いた戯曲『ヴィルヘルム・テル』（独: Wilhelm Tell）を元に、1829年にロッシーニがオペラ『ギヨーム・テル』（仏: Guillaume Tell）を作曲した。その序曲が日本で一般に『ウィリアム・テル』序曲と呼ばれている。特に第4部はコンサートやレコーディングの際の演奏曲目としてよく取り上げられているほか、ラジオやテレビなどさまざまな場面で使用されている。映画『時計じかけのオレンジ』や『大英雄』では、序曲の一部が重要な場面で使われている。
ショスタコーヴィチが交響曲第15番の第1楽章に引用したり、ヨハン・シュトラウス1世がアレンジして『ヴィルヘルム・テル・ギャロップ』（作品29b）として発表したりと、以後の多くの楽曲にも形を変えて登場している。

## 構成
ロッシーニは『セビリアの理髪師』に見られるように、オペラの序曲については、それまでに作曲した他の作品から転用したりすることも決して少なくなかった。しかし、この曲は新しく作っただけではなく、ソナタ形式を使わずに4つの部分が続けて演奏されるという独創的な構成を与えている。
第1部 アンダンテ（夜明け）
ホ短調。チェロ、コントラバス、ティンパニだけで演奏される序奏。チェロには5人の独奏が指定されている。
第2部 アレグロ（嵐）
ホ短調。ここからトゥッティ（全合奏）となり、強風から暴風雨に至る様子が描写される。
第3部 アンダンテ（静寂）
ト長調。嵐の後の静けさのなかからコーラングレとフルートによる牧童の笛が聞こえてくる。「静けさ」や「牧歌」とも呼ばれる。
第4部 アレグロ・ヴィヴァーチェ（スイス軍隊の行進）
ホ長調。トランペット、ホルン、ティンパニによるファンファーレに導かれてギャロップ調の行進曲が始まる。曲は繰り返しを経て次第に高揚し、盛大なクライマックスで締めくくられる。「終曲」や「スイス独立軍の行進」、「スイス軍の行進」とも呼ばれる。アメリカのテレビドラマ『ローン・レンジャー』のオープニング・テーマとしても知られ、日本では運動会の定番曲やフジテレビのバラエティ番組『オレたちひょうきん族』のオープニングテーマ曲として有名。また、2000年代中期あたりまでは阪神甲子園球場において阪神の相手チームの選手がホームランを打った時のファンファーレとしても有名であった（現在は異なるファンファーレが使用されている）。

## ピアノ編曲版
ピアノの魔術師と呼ばれた作曲家フランツ・リストは、この曲をピアノ独奏用に編曲している（S. 552）。原曲に忠実な編曲であるため難易度も高く、高度な技術が要求される。リストのピアノ曲全曲を録音したピアニストのレスリー・ハワードがこの編曲版を録音している。
「リストの再来」と呼ばれたピアニストのジョルジュ・シフラも『ウィリアム・テル幻想曲』としてピアノ独奏用に編曲しているが、リスト編曲よりもさらに難易度が高く、素早く大きな跳躍などのパッセージが含まれており、正確に演奏するのも至難の業である。

## 楽曲の使用
この楽曲の『スイス軍隊の行進』は現在でも多くの作品で引用される有名な部分である。

### 映画
- ミッキーの大演奏会 - 1935年に公開したミッキーマウスの短編映画シリーズの一つ。全4部共使用されているが、調子がホ短調からト短調に移調してる。また、順番が異なる（第4部ファンファーレ→第1部→第4部→第3部→第2部→第4部フィナーレ）。
- 映画かいけつゾロリ ZZのひみつ -  2017年に公開したアニメ『かいけつゾロリ』シリーズの劇場版。巨大な目覚まし時計の機械「ぞろり庵」を製作するシーンでBGMとして使用されていた。

### テレビ
- ローン・レンジャー[2] - 1958年から1963年まで放送された西部劇を題材としたテレビドラマ。オープニング・テーマとしても有名で、現在でもジョニー・デップ、アーミー・ハマー主演のリメイク版でも使用されている。
- オレたちひょうきん族 - フジテレビ系列で放送されていたバラエティ番組。オープニング・テーマとして使用されていた（なお、後述の『スネークマンショー』のパロディでもある）
- 関口宏の東京フレンドパークII - TBS系列で放送されていたゲームバラエティ番組アトラクションの一つ「パニックリンゴスキー」に使用されていた（ちなみに使用音源は『極上パロディウス』のバージョンであった）。
- おもいッきりイイ!!テレビ - 日本テレビ系列で放送されていた情報番組。同曲のアレンジ版（小西康陽編曲）がテーマ曲として使用されていた。
- きかんしゃトーマス - 「うしろむきのトード」「ジェットエンジンのトーマス」「レニアスのジェットコースター」「にげたゾウ」の回で使用された。いずれも暴走シーンで使用されており、オリジナルの音楽を混ぜてアレンジされている。
- セサミストリート（テレビ東京版） - クッキーモンスター（声優：菊地慧）が『クッキリアム序曲』（作詞：武田浩）として歌詞をつけてカバーしている。
- オールスター感謝祭（TBS系列） - 2014年から始まったコーナー「プレッシャーアーチェリー」開始のジングルに使用。

### アニメ
- タイムボカンシリーズ・ヤッターマン - ヤッターキングによるゾロメカ（ビックリドッキリメカ）を出動する際のファンファーレにも使用されている（ヤッターキングの胸部分にある巨大樽から、犬型ミニオーケストラが飛び出して演奏する）。また、この曲が初使用された回はウィリアム・テルをモチーフにした話（第46話「アイアムテルは勇者だコロン」）だった。またヤッタードジラやヤッターパンダがゾロメカを発信する際には、短縮版のファンファーレが使用。更に後番組『ゼンダマン』第21話では、ゼンダライオンが敵の罠にかかってファンファーレメカ（ライオンの胴体に居る。ファンファーレは別曲）が全滅状態だったため、ゼンダマン1号&2号がこの曲を口三味線で歌って、ファンファーレ代わりとした。
- おそ松くん - 1988年から1989年に放送された第2作で、番組用にアレンジされたものがBGMとして使用されていた。
- おれは直角 - 照正がそりを引いて出現するときのシーンで、番組用にアレンジされたものがBGMとして使用されていた。
- 丸出だめ夫 - 柔道大会で金持との決戦でだめ夫が着ていた柔道スーツの制御が出来なくなって観客全員が逃げ回るオチのシーンで、番組用にアレンジされたものがBGMとして使用されていた。
- みりたり! - 第3話において、対コタⅡ決戦兵器・コタⅡ改が登場したシーンでBGMとして使用されていた。

### ゲーム
- シェリフ - 1979年に任天堂から発売されたアーケードゲーム。スタートBGMとして使用されている。
- ジ・エンド - 1980年にコナミ（現・コナミデジタルエンタテインメント）から発売されたアーケードゲーム。スタートBGMとして使用されている。
- ルーパー - 1983年にオルカから発売されたアーケードゲーム。ステージBGMとして使用されている。
- アラビアン - 1983年にアタリから発売されたアーケードゲーム。ステージBGMとして使用されている。
- サンダーフォース - 1983年に発売されたテクノソフト開発のシューティングゲーム。BGMとして使用されている。
- THE運動会 - 1984年にタイトーかた発売されたアーケードゲーム。BGMとして使用されている。
- トランプボーイ - 1990年にパック・イン・ビデオから発売されたゲームボーイ用ソフト。BGMとして使用されている。
- パロディウスだ! 〜神話からお笑いへ〜 - 1990年にコナミから発売された横スクロールシューティングゲーム。ステージ3で第4部が、ステージ9のボス戦で第2部が使われている（そしてゲームボーイ版のおまけステージでは第4部が使用されている）。
- テトラ・スター - 1991年にタイトーから発売されたシューティングゲーム。ステージBGMとしてアレンジされたものが使用されている。
- 極上パロディウス 〜過去の栄光を求めて〜 - 1994年にコナミから発売された横スクロールシューティングゲーム。ステージ4で第4部をアレンジしたものが使用されている。
- どーもくんの不思議てれび - 2002年に任天堂より発売されたゲームボーイアドバンス用ゲームソフト。ゲーム内にあるミニゲーム「どーも交響楽団」でこの曲が使用されている。
- 右脳の達人 爽解!まちがいミュージアム2 - 2007年にバンダイナムコゲームス（現・バンダイナムコエンターテインメント）から発売されたニンテンドーDS用ソフト。アレンジされたものがBGMとして使用されている。
- Vitamin Y - 2008年にディースリー・パブリッシャーから発売されたミニゲーム集。BGMとして使用されている。
- Saints Row: The Third - 2011年にTHQから発売されたアクションゲーム。ゲーム内で聴けるラジオでこの曲が流れる。
- DEEEER Simulator　2020年にGibier GamesとPujia8 Studioの共同制作で発売されたアクションゲーム。ラスボス戦で使用されている。

### その他
- キンキンのサンデー・ラジオ - 文化放送で2006年から2009年まで放送されていたラジオ番組。オープニング・テーマとしても使用。但し、イントロの後に愛川欽也と伊藤佳子アナによるタイトルコールがある。
- トヨタ・カローラ（初代） - CMでこの曲が使用された。
- レクサス・IS（3代目） - CM曲に使用された。
- スネークマンショー海賊盤 - 1982年にリリースされたスネークマンショーのアルバム。1曲目の「スネークマンショー・イントロダクション」でこの曲をBGMにしてオープニングがはじまる。
- プロ野球 - 2008年まで阪神甲子園球場で開催される阪神タイガースの主催ゲームで、相手（ビジター）チームの選手から本塁打が出るとこの曲が流れることになっていた（その前にはタイガースの選手が本塁打を放ったときに流されていた）。また旧広島市民球場では試合開始時にファンファーレとして使用されていたほか、ナゴヤドームの中日ドラゴンズ主催ゲームでも、相手チームの内野陣が集まるとこの曲が流れる（牧歌）。ちなみに、球場でかかる曲はアレンジバージョンである。東京ヤクルトスワローズの応援でも、ヒットが出るとトランペットでこの曲を演奏することがある。